# 王佑硕
王佑碩（1992年10月8日—），中國男演員。畢業於湖南藝術學院播音系。王佑碩在學時參加了校園十佳歌手、校園主持人大賽，並取得獎項。他考上了湖南省藝術學院播音主持系。2019年《大宋少年志》播出，王佑碩憑藉出色的演技而廣為人知。

## 演藝經歷

### 2013年-2016年：踏入演艺圈初期
- 2013年，參演喜劇《快樂ELIFE》，在劇中飾演咖啡店服務生佑佑，正式踏入演藝圈。
- 2014年，參演古裝喜劇《冷宮傳》，在劇中飾演杜銀河。
- 2015年2月8日，被中國知名主持人何炅相中並挖掘，受邀出演青春校園電影《梔子花開》，飾演為音樂夢想執著追求的樂隊貝斯手司文。
- 2015年6月24日，與《梔子花開》劇組一同出席CCTV-6中國電影新力量盛典 。
- 2016年，主演古裝玄幻劇《玄門大師》，在劇中飾演武藝、智慧於一身的五嶽仙盟二師兄雲奇。
- 2016年，在農村輕喜劇《溫暖的村莊》中飾演為了夢想不斷努力的漁村少年王一鳴。

### 2017年至今：稳定发展、因出色演技初尝走红滋味
- 2017年5月12日，參演了驚悚懸疑的電影《碟仙前傳》在中國上映，在片中王佑碩一人分飾兩角，飾演性格反差極大的一對雙胞胎兄弟付凱和付軒。
- 2017年7月，出演古裝劇《芸汐傳》，在劇中飾演性格爽朗的唐門少主唐離。
- 2018年4月，主演古裝劇《大宋少年志》，在劇中飾演正直、從不說謊、溫潤如玉的愛國少年王寬。
- 2018年10月，主演古裝美食愛情劇《饕餮記》，在劇中飾演風流倜儻、妙筆生花的俊俏賬房常青。
- 2019年11月22日，主演的恐怖電影《人骨邪咒之骨瓷》上映。
- 2020年10月21日，主演的電視劇《如意芳霏》播出，飾演紈絝、不務正業、武功高強的吳白起。
- 2020年10月29日，出演的古裝劇《君九齡》正式殺青。
- 2021年4月15日，王佑碩主演的古裝玄幻劇《親愛的天狐大人》開拍，飾演男主角長岄。

## 影視作品

### 電視劇/網路劇作品
| 上映年份 | 劇名           | 角色   | 備註       |
| -------- | -------------- | ------ | ---------- |
| 2013年   | 快樂ELIFE      | 佑佑   | 網路劇     |
| 2014年   | 冷宮傳         | 杜銀河 | 網路劇     |
| 2018年   | 玄門大師       | 雲奇   |            |
| 2018年   | 芸汐傳         | 唐離   |            |
| 2019年   | 溫暖的村莊     | 王一鳴 |            |
| 2019年   | 大宋少年志     | 王寬   |            |
| 2020年   | 如意芳霏       | 吳白起 |            |
| 2021年   | 君九齡         | 寧雲釗 |            |
| 2022年   | 月歌行         | 诃那   | 網路劇     |
| 2023年   | 親愛的天狐大人 | 長岄   | 網路劇     |
| 2023年   | 大宋少年志2    | 王寬   |            |
| 2023年   | 烬相思         | 容钰   | 網路劇     |
| 2024年   | 南城宴         | 晏长昀 | 網路劇     |
| 2024年   | 舍不得星星     | 同學   | 客串       |
| 2024年   | 饕餮記         | 常青   | 2018年拍攝 |
| 2025年   | 朝云散         | 沈松   | 網路劇     |
| 2025年   | 180天重启计划  | 老王   |            |
| 2025年   | 书卷一梦       | 楚归鸿 | 網路劇     |
| 待播     | 风月不相关     | 叶御卿 |            |

### 電影作品
| 上映年份 | 劇名           | 角色      | 備註 |
| -------- | -------------- | --------- | ---- |
| 2015年   | 梔子花開       | 司文      |      |
| 2017年   | 碟仙前傳       | 付凱/付軒 |      |
| 2019年   | 人骨邪咒之骨瓷 | 阿風      |      |

### 綜藝節目
| 撥出時間      | 節目名稱         | 播出平台     | 備註 |
| ------------- | ---------------- | ------------ | ---- |
| 2015年        | 魔法奇蹟         | CCTV音樂頻道 |      |
| 2015年        | 一生一世合家歡   | 湖南卫视     |      |
| 2015年6月18日 | 中國夢想秀       | 浙江衛視     |      |
| 2015年7月1日  | 我是大美人       | 湖南衛視     |      |
| 2015年7月4日  | 快樂大本營       | 湖南衛視     |      |
| 2015年7月7日  | 芝麻開門         | 江蘇衛視     |      |
| 2015年7月9日  | 世界青年說       | 江蘇衛視     |      |
| 2015年7月9日  | 我們都愛笑       | 湖南衛視     |      |
| 2015年7月13日 | 好好學吧         | 湖南衛視     |      |
| 2015年7月17日 | 天天向上         | 湖南衛視     |      |
| 2019年11月    | 口紅王子         | 騰訊視頻     |      |
| 2025年        | 演员请就位第三季 | 腾讯视频     |      |